# Мученик Калистрат
Свети мученик Калистрат је хришћански светитељ и мученик, пострадао 27. септембра 304. године у Цариграду.
Рођен је у Картагини, у хришћанској породици. Живео је у време прогона хришћана од стране римских царева Диоклецијана и Максимина Даје. Био је официр у пуку војводе Персентина.
Једном док се тајно молио, колеге официри који су га видели, пријавили су га војводи. Војвода је затражио да Калистрат принесе жртву паганским боговима и тако покаже оданост цару и владајућој религији. Калистрат је то одбио и зато је био мучен и бачен у море. Заједно са њим још четрдесет девет војника прешло је у хришћанство. Они су заједно са Калистратом ухапшени и погубљени, али је чудесни земљотрес који се том приликом десио довео до масовног напуштања паганизма од стране војске и примања хришћанства.
Током средњег века мошти светог Калистрата чуване су у Цариграду и поштоване као чудотворне. Његово житије написао је Симеон Метафраст.